# Лудвиг III (херцог на Бавария)
Лудвиг III (на немски: Ludwig III; * 9 октомври 1269, Ландсхут; † 9 октомври 1296, Ландсхут) от фамилията Вителсбахи, е през 1290 – 1296 г. херцог на Долна Бавария заедно с братята си Ото III († 1312) и Стефан I.

## Биография
Лудвиг III е вторият син на баварския херцог Хайнрих XIII († 1290) и на Елизабет Унгарска († 1271), дъщеря на Бела IV, крал на Унгария от династията Арпади, и съпругата му Мария Ласкарина. Чрез майка си той има право на унгарския трон.
След смъртта на баща му на 3 февруари 1290 г. тримата братя Лудвиг III, Ото III († 1312) и Стефан I († 1310) управляват заедно Долна Бавария. Брат му Ото III е през 1305 – 1307 г. като крал Бела V крал на Унгария.
Лудвиг III е женен от 1287 г. за Изабела († 1335), дъщеря на лотарингския херцог Фридрих III. Те нямат деца.
Лудвиг III умира през 1296 г. Неговият наследствен дял отива на братята му. Вдовицата му Изабела се жени след това за Хайнрих, господар на Сюли и през 1306 г. за Хайнрих IV, граф на Водемон († 1348).